# Gruffydd ap Rhys II
Gruffydd ap Rhys II va ser un rei de Deheubarth que visqué al segle xii.